# Оберхайн
Оберхайн (нем. Oberhain) — община в Германии, в земле Тюрингия.
Входит в состав района Заальфельд-Рудольштадт. Подчиняется управлению Миттлерес Шварцаталь. Население составляет 730 человек (на 31 декабря 2010 года). Занимает площадь 14,12 км².
Община подразделяется на 4 сельских округа.